# Ferrocarriles de Norilsk

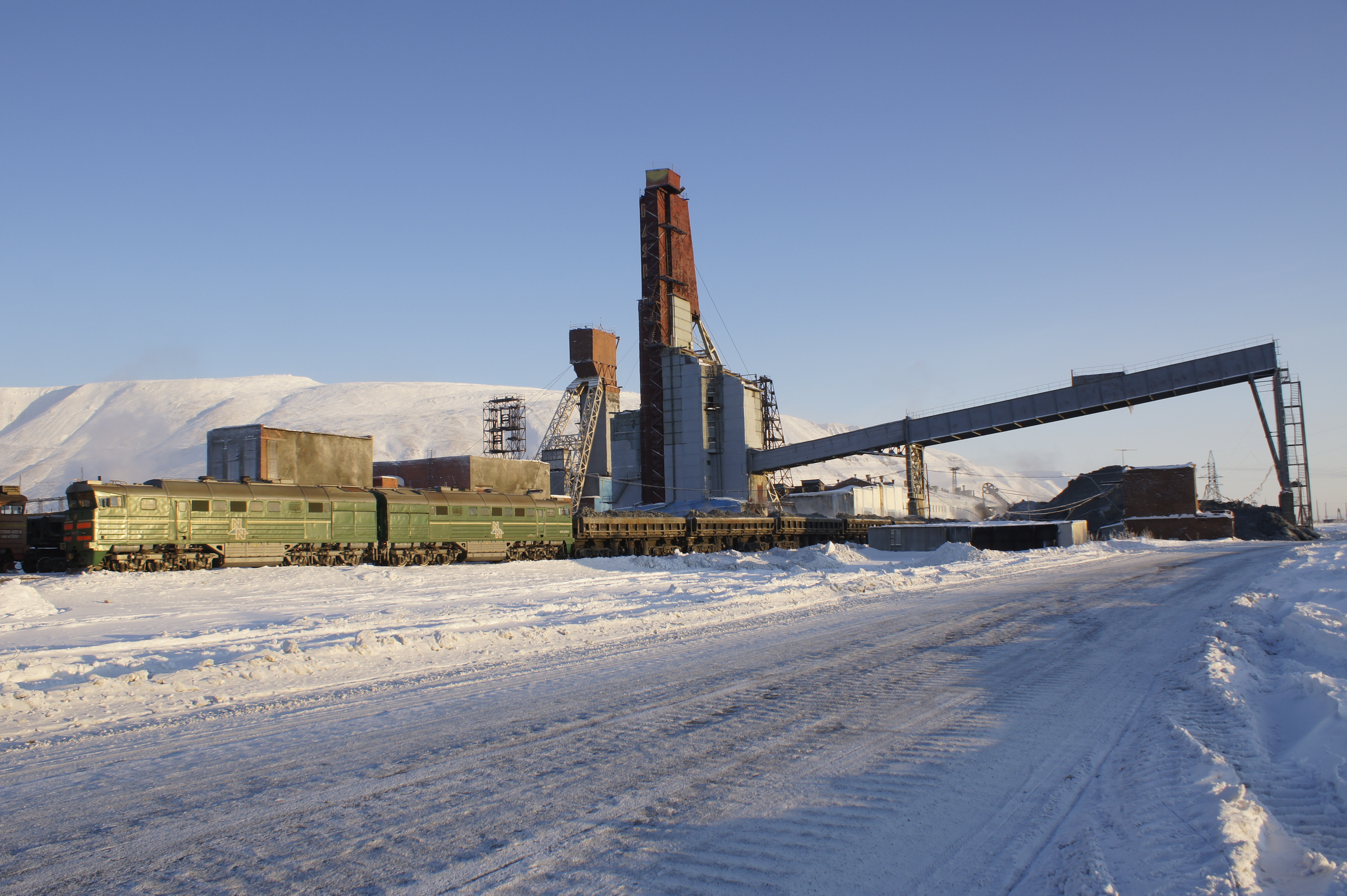
Estación de Talnakh

Ferrocarriles de Norilsk (Норильская железная дорога en ruso, transl.: Norilskaya zheleznaya dorodga). En un principio formó parte de la rama de Ferrocarriles Rusos hasta que la gestión de la compañía fue a parar a la empresa minera MMC Norilsk Nickel.
Los trenes circulan por líneas de vía única, las cuales son las más antiguas de la Rusia septentrional. Tiene una extensión total de 333 km.

## Historia
El servicio cubre la zona norteña del krai de Krasnoyarsk y el sur de la península de Taimyr y conecta las localidades mineras de Talnakh, Norilsk y Kayerkan con Dudinka a orillas del río Yenisei. Tiene un ancho de vía de 1.520 mm de acuerdo con las medidas de los raíles rusos. 
El primer tramo fue construido por prisioneros del gulag de Norillag. En un principio medía 1 metro de ancho, en aquel entonces, en 1936 había un tramo de 114 km. En 1953 se ampliaría el servicio a 231 km más de vía.
A principio de los años 90 quedaron enlazadas las localidades de Norilsk con Dudinka. A partir de 1998 la compañía dejó de dar servicio de transporte público pasando a ser de mercancías. 
En 2010 se trabajó en la construcción de la línea Obskaya-Bovanenkovo en la península de Yamal.